# Valerijonas Balčiūnas
Valerijonas Balčiūnas (né le 14 novembre 1904 à Minsk à l'époque dans l'Empire russe et aujourd'hui en Biélorussie, et mort le 18 décembre 1984 à Pompano Beach en Floride) est un joueur de football international lituanien, qui évoluait au poste de gardien de but.
Il fut également arbitre international.

## Biographie

### Carrière de joueur

#### Carrière en sélection
Valerijonas Balčiūnas reçoit cinq sélections en équipe de Lituanie entre 1924 et 1926.
Il joue son premier match en équipe nationale le 25 mai 1924, contre la Suisse. Ce match perdu sur le lourd score de 0-9 à Vincennes, entre dans le cadre des Jeux olympiques de 1924.
Il reçoit sa dernière sélection le 21 août 1926, en amical contre la Lettonie (défaite 2-3 à Kaunas).

### Carrière d'arbitre
Il dirige cinq matchs internationaux entre le 23 septembre 1928 et le 18 juillet 1940.